# Hoplopleura
Hoplopleura ist eine Gattung der Echten Tierläuse und mit 136 Vertretern die artenreichste Gattung innerhalb der Familie Hoplopleuridae. Sie befallen als Ektoparasiten Nagetiere und Pfeifhasen.

## Merkmale
Gattungspezifisches Merkmal ist, dass die Sternalplatte des zweiten Abdominalsegments, häufig auch die des ersten, seitlich verlängert ist und mit der entsprechenden Paratergalplatte (Sklerotisierung seitlich der Tergalplatte) in Verbindung steht. Die erste Sternalplatte des dritten Segments trägt häufig zwei bis drei vergrößerte kräftige Borsten (Setae). Die Paratergalplatten sind stets ungeteilt. Die Fühler haben fünf Glieder. Die einzelnen Arten werden anhand morphologischer Merkmale einzelner Paratergalplatten unterschieden.

## Arten
- Hoplopleura abeli
- Hoplopleura acanthopus
- Hoplopleura aethomydis
- Hoplopleura affinis
- Hoplopleura aitkeni
- Hoplopleura akanezumi
- Hoplopleura alticola
- Hoplopleura andina
- Hoplopleura angulata
- Hoplopleura apomydis
- Hoplopleura arboricola
- Hoplopleura argentina
- Hoplopleura arizonensis
- Hoplopleura bidentata
- Hoplopleura biseriata
- Hoplopleura blanfordi
- Hoplopleura brasiliensis
- Hoplopleura calabyi
- Hoplopleura capensis
- Hoplopleura captiosa
- Hoplopleura chilensis
- Hoplopleura chippauxi
- Hoplopleura chrotomydis
- Hoplopleura chrysocomi
- Hoplopleura colomydis
- Hoplopleura confuciana
- Hoplopleura contigua
- Hoplopleura cooki
- Hoplopleura cornata
- Hoplopleura cricetuli
- Hoplopleura cryptica
- Hoplopleura cutchicus
- Hoplopleura delticola
- Hoplopleura dendromuris
- Hoplopleura diaphora
- Hoplopleura difficilis
- Hoplopleura disgrega
- Hoplopleura dissicula
- Hoplopleura dissimilis
- Hoplopleura distorta
- Hoplopleura edentula
- Hoplopleura emphereia
- Hoplopleura enormis
- Hoplopleura erismata
- Hoplopleura erratica
- Hoplopleura exima
- Hoplopleura ferrisi
- Hoplopleura fonsecai
- Hoplopleura funambuli
- Hoplopleura griseoflavae
- Hoplopleura gyomydis
- Hoplopleura handleyi
- Hoplopleura hesperomydis
- Hoplopleura himalayana
- Hoplopleura himenezumi
- Hoplopleura hirsuta
- Hoplopleura hispida
- Hoplopleura hybomyis
- Hoplopleura imparata
- Hoplopleura inagakii
- Hoplopleura indiscreta
- Hoplopleura inexpectans
- Hoplopleura ingens
- Hoplopleura intermedia
- Hoplopleura inusitata
- Hoplopleura irritans
- Hoplopleura ismailiae
- Hoplopleura johnsonae
- Hoplopleura karachiensis
- Hoplopleura khandala
- Hoplopleura kitti
- Hoplopleura kondana
- Hoplopleura laticeps
- Hoplopleura longula
- Hoplopleura malabarica
- Hoplopleura malaysiana
- Hoplopleura maniculata
- Hoplopleura mastacomydis
- Hoplopleura mendezi
- Hoplopleura mendozana
- Hoplopleura meridionidis
- Hoplopleura minasensis
- Hoplopleura minuta
- Hoplopleura misionalis
- Hoplopleura mulleri
- Hoplopleura multilobata
- Hoplopleura musseri
- Hoplopleura mylomydis
- Hoplopleura myomyis
- Hoplopleura nasvikae
- Hoplopleura nesoryzomydis
- Hoplopleura neumanni
- Hoplopleura ochotonae
- Hoplopleura oenomydis
- Hoplopleura ondatraria
- Hoplopleura onychomydis
- Hoplopleura orinocoi
- Hoplopleura oryzomydis
- Hoplopleura oxymycteri
- Hoplopleura pacifica
- Hoplopleura pahari
- Hoplopleura patersoni
- Hoplopleura pavlovskyi
- Hoplopleura pectinata
- Hoplopleura pelomydis
- Hoplopleura phaiomydis
- Hoplopleura quadridentata
- Hoplopleura rajah
- Hoplopleura ramgarh
- Hoplopleura reducta
- Hoplopleura reithrodontomyis
- Hoplopleura rimae
- Hoplopleura rukenyae
- Hoplopleura sciuricola
- Hoplopleura trispinosa
- Hoplopleura veprecula